# Фіскальна марка

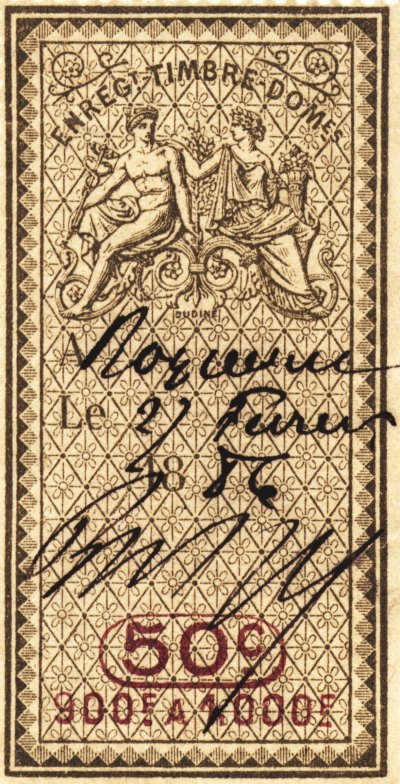
Фіскальна марка Франції (1886)

Фіскальні марки (від лат. fiscus - державна скарбниця і fiscalis - казенний  ), або знаки обов'язкових зборів, - непоштові марки, що є квитанціями, що засвідчують отримання коштів від населення та юридичних осіб до державної або місцевої скарбниці. Фіскальні марки випускаються майже в усіх країнах  . Іноді використовуються як поштові ( поштово-гербові )    .

## Опис та термінологія
Знаки обов'язкових зборів відносяться до категорії знаків, що мають номінал, інформацію про їхню продажну або облікову вартість. Зустрічаються фіскальні марки, які мають вказівки їх вартості. Це найчастіше знаки, що підтверджують звільнення юридичної чи фізичної особи від сплати обов'язкового збору. Іноді фіскальні марки мають номінал у натуральних чи трудових одиницях .
Обов'язковість внесення фіскального збору встановлюється адміністрацією, органами управління державою, регіоном чи населеним пунктом. Цей збір вноситься до державної, регіональної чи муніципальної каси.
В англійській мові для позначення фіскальних марок використовують терміни revenue stamp (марка ревеню);англ. revenue - дохід, виручка; державні доходи; департамент державних зборів; фінансове управління  ), tax stamp («податкова марка»; відангл. tax - податок; мито, збір  ) або fiscal stamp («фіскальна марка»)
Фіскальні марки умовно можна поділити на дві великі категорії  :
- використовувані для сплати мит ( податків ) за операції, пов'язані з документами, діловими паперами та наданням адміністративних чи судових послуг (тобто гербові марки );
- призначені на оплату різних податків на товари (інші види фіскальних марок).

Знаки першого типу визначаються англійською мовою терміном documentary revenue stamps («документальні»), знаки другого типу — терміном proprietary revenue stamps («власницькі фіскальні марки»)  .

## Класифікації

### Рання радянська класифікація
У 1929 році на конференції в Сімферополі  було прийнято формулювання, що визначає «фіскальні марки» як «знаки, що засвідчують сплату встановлених законом країни загальнодержавних або місцевих податків і зборів, що наклеюються на оподатковуваний предмет або на відповідні папери або документи, які зверталися. за принципом марочної системи». Цим формулюванням у складі фіскальних марок виключалися страхові і ощадні марки, марки оплати ванн та інші, є посвідченням отримання податку, а що засвідчують лише внесення грошей за певні услуги.
Крім того, конференція прийняла таку класифікацію фіскальних марок:
Гербові марки - знаки про сплату гербового збору, що встановлюється державою, є найпоширенішим видом знаків обов'язкових зборів  . Спочатку гербовий збір у більшості держав був багатоцільовим. Збільшення обсягу господарської діяльності спричинило підвищення навантаження на адміністративний і судовий апарат держави, місцеві органи управління. Як наслідок цього відбувається диференціація обов'язкових зборів відповідно до їх цільового призначення. З'являються судові, канцелярські, прописні та інші збори.
1. Гербові марки.
2. Паспортно -великі.
3. Канцелярські марки .
4. Судові марки .
5. За різними іншими податками та зборами  [7] .

### Класифікація Турчинського
Відповідно до класифікації непоштових марок російського фахівця Ю. П. Турчинського , До фіскальних належать такі види марок:
1. Гербові.
2. Податкові (мито, податки ).
3. Канцелярські збори.
4. Зборів з друкованої продукції ( газет, афіш, календарів, гральних карт ).
5. Акцизні та патентні.
6. Реєстрація позабюджетних угод.
7. Аукціон.
8. Зборів з купчих фортець.
9. Паспортні та прописні.
10. Поліція.
11. Адресні столи.
12. Вінчальні.
13. Судові.
14. Консульські .
15. Митні.
16. Будівельні збори.
17. Зборів за придбання та користування радіо- та телевізійними приймачами.
18. Лікарняні, санітарні та на користь Червоного Хреста .
19. Рецептурні .
20. Збір з видовищ.
21. Трудові та ремісничі управи.
22. Землевпорядних зборів.
23. Курортні збори.
24. Зборів на народну освіту.
25. Зборів з філателістичних посилок .
26. Туристські збори.
27. Інші збори та штрафи.

#### Гербові марки

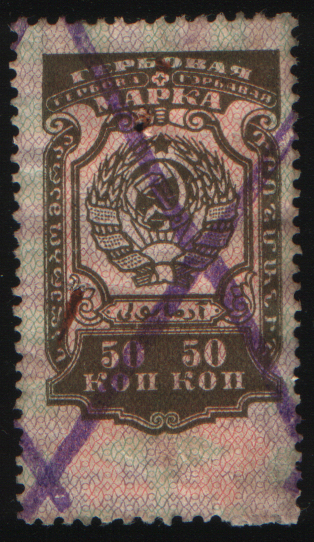
Гербова марка СРСР третього випуску (1926, 50 копійок)

До цього виду фіскальних марок відносяться податкові та митні марки.

#### Податкові марки

Марка муніципального податку Люксембурга, погашена печаткою муніципального управління (2008)

Податні марки були введені в 1893 році в деяких місцевостях Росії та в Туркестані з ініціативи колишнього світового посередника Подільської губернії М.М. А. Скибінського.
Митними марками сплачується державне мито — встановлений державою грошовий збір, що стягується з юридичних та фізичних осіб, на користь яких спеціально уповноважені органи здійснюють дії та видають документи, що мають юридичне значення. У СРСР єдині мита, які замінили численні види фіскальних марок (крім консульських), стали використовувати починаючи з 1930 року. У Російській Федерації в період з 1 січня 1992 по 1 січня 1996 митні марки використовувалися в судах, нотаріальних конторах, РАГСах . У судах марки наклеювалися на заяви та касаційні скарги, що подаються до суду, при цьому вони погашалися підписом судді, який приймає ці документи, із зазначенням дати погашення, або печаткою арбітражного суду  . З 1 січня 1996 року митні марки в Росії були виведені з обороту  .

#### Марки канцелярських зборів
Канцелярські збори стягувалися за послуги апарату управління з видачі різноманітних довідок та свідоцтв. У Росії її перші марки канцелярських зборів вийшли 1887 году.

#### Марки зборів із друкованої продукції
Використовувалися для зборів з друкованої продукції - газет , афіш, календарів, гральних карт і т. п. У деяких країнах такі марки наклеювалися на кожен аркуш газетного або афішного паперу, що йде в друкарську машину. Приміром, марки Бельгії та Туреччини включають навіть фрагменти друкованого тексту. У Польщі в 1920-х - 1930-х роках для оплати збору з гральних карт використовувалися бандеролі. Така бандероль «погашалася» її розривом при розтині колоди карт. У Росії у 1892 року на користь Відомства установ імператриці Марії випустили марки спеціального податку гральні карти, прибуток від яких йшов благодійні цілі.
Марки митних зборів застосовують у ряді держав. Такі знаки були й у Російській імперії.

#### Акцизні та патентні марки
Акцизними зборами оподатковуються окремі види товарів народного споживання, такі як, наприклад, вино та тютюн . Для акцизного збору з окремих тютюнових виробів у Росії та деяких інших країнах застосовуються акцизні марки (бандеролі), надруковані на вузьких довгих смужках паперу, якими обклеюються упаковки (коробка, пачка) тютюну, цигарок, цигарок або махорки . Розкрити упаковку можна лише розірвавши бандероль. Застосування акцизних бандеролей дозволяє державі своєчасно виявляти товари, не сплачені акцизним збором, а покупцю гарантує якість та кількість товару, що купується. Акцизні бандеролі чи його фрагменти є знаками обов'язкових зборів. У деяких країнах, наприклад, США та Канаді замість акцизних бандеролей застосовуються марки, якими заклеюється упаковка товару.
|                              |                                                             |                                                           |                                           |                                                                      |
| Мито марка СРСР </br> (1930) | Марка канцелярського збору </br> ( Російська імперія, 1887) | Марка канцелярського мита </br> (Російська імперія, 1902) | Марка збору з </br> гральних карт ( США ) | Акцизна марка </br> на продаж тютюну </br> (Російська імперія, 1871) |

#### Паспортні та прописні марки
Паспортні та прописні марки застосовуються в державах, де діє паспортний режим. У Німеччині був загальнодержавних паспортних і прописочных марок, вони випускалися місцевими поліцейськими управліннями. У Росії її паспортні марки вийшли у звернення у 1895 году.
Використовувалися для оплати землевпорядних робіт, які виконували органи місцевої адміністрації.

#### Поліцейські марки
У Росії, у містах і місцевостях із значним припливом приїжджих осіб ( Санкт-Петербург, Москва, курортні місцевості) для стягнення збору утримання поліції застосовувалися поліцейські марки. Перші поліцейські марки були випущені в 1860 для Санкт-Петербурзької міської поліції та приміської поліції. За рік подібні марки вийшли для Московського міського управління поліції. 1879 року три марки емітували для Харківської міської поліції. У 1910 році вийшли поліцейські марки для Анапського міського управління та Майкопської міської управи, а в 1912 - для Пензенського міського управління  .
У 1879 року у Балдоні було випущено марки збору утримання поліції у купальних місцях Курляндської губернії, а 1897 і 1899 роках марки збору утримання поліції у купальних місцях Естляндської губернії вийшли у Ревелі (нині Таллин).

#### Марки адресних столів
У Санкт-Петербурзі існував адресний збір і випускалися спеціальні марки, прибуток від продажу яких йшов зміст адресних бюро. Вартість марок залежала від їхнього розряду. Вони наклеювалися в паспорт при прописці осіб, що приїжджали. Тариф встановлювався на підставі документів залежно від терміну перебування у столиці, статі прибулої та її професії. Незабезпечені та безробітні від цього збору звільнялися.
|                                                  |                               |                                                                  |                                                                                   |
| Паспортна марка </br> ( Російська імперія, 1895) | Прописна марка </br> ( СРСР ) | Поліцейська марка </br> Московської міської </br> поліції (1861) | Марки адресного збору різних розрядів </br> ( Санкт-Петербург, Російська імперія) |

#### Вінчальні марки
Вінчальними називають марки збору, що стягується під час оформлення актів громадянського стану . У Росії таких випусків не було, для цього застосовувалися гербові марки. Однак в інших країнах відомі єдині знаки та видані за видами подій: народження, одруження, смерть та ін. Так, наприклад, вінчальні марки випускалися в Естонії .

#### Судові марки

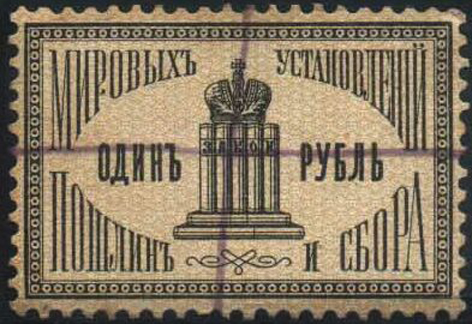
Марка світових установлень мит та зборів (Російська імперія, 1887)

Судові марки становлять численну групу знаків обов'язкових зборів. У Росії вони спочатку друкувалися друкарським способом на форменому аркуші судової справи. Після отримання судових мит і зборів марка відривалася або відрізалася від листа і наклеювалася на позовну заяву, а квитанція — на копію, що видавалась позивачеві. Пізніше стали друкуватися спеціальні марки, як загальнодержавні, і регіональних, локальних і спеціальних судів (сирітські, комерційні, світові та інші). Відомі судові марки таких видів: мита, судового збору, канцелярські, світових установлень мит та зборів, судових мит та збору з паперу, надбавки за місцеві кошти. Випуск судових марок у СРСР тривав до 1930 року, коли було запроваджено єдині митні марки.

#### Консульські марки

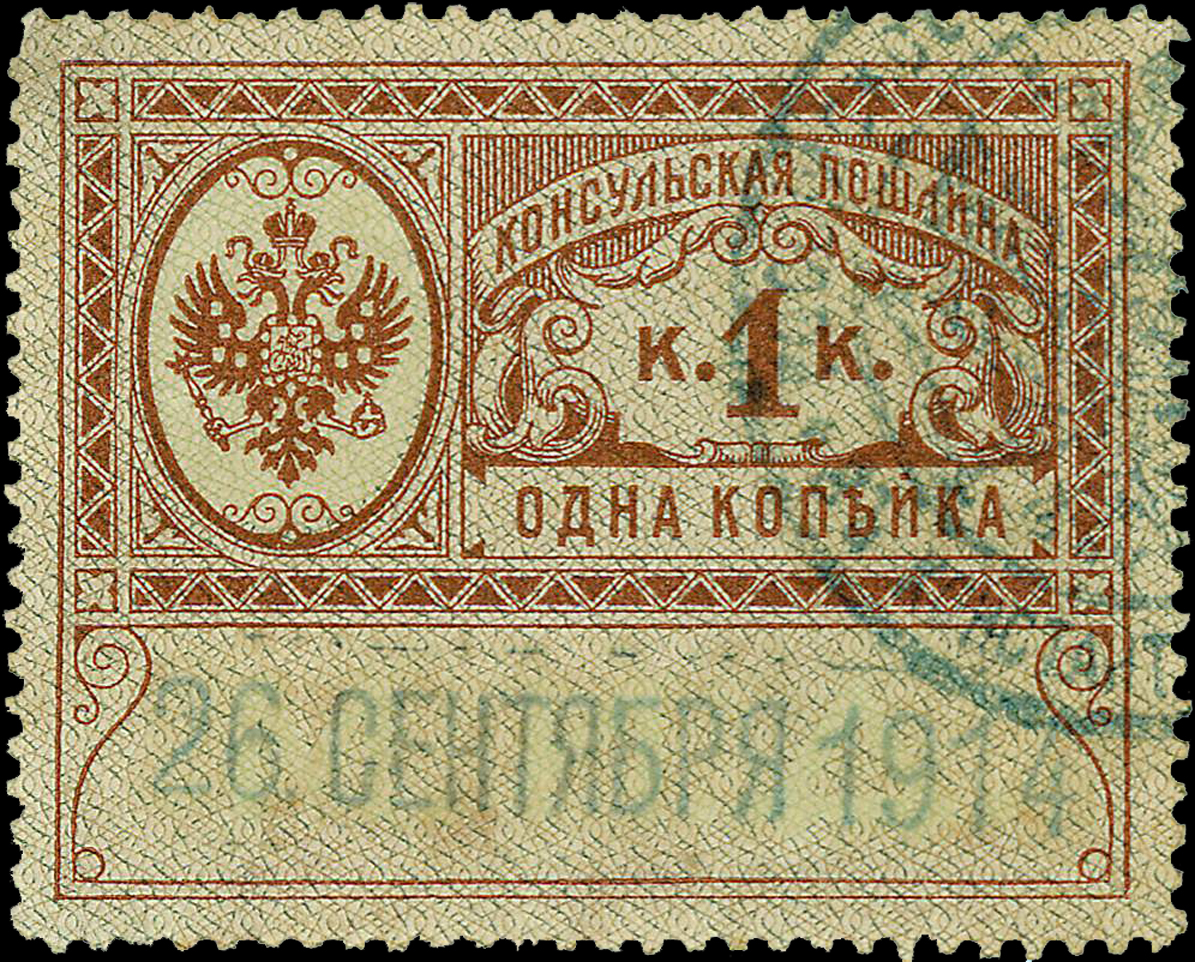
Консульська марка (Російська імперія, 1913)

Консульські марки використовуються для оплати консульських мит при оформленні в'їзних та виїзних документів. У Росії її застосовуються з 1913 року.
У 1922 році запас цих марок, що був у посольстві РРФСР у Німеччині, був забезпечений наддруком, і деякий час ці запаси використовувалися для франкування службової кореспонденції Народного комісаріату закордонних справ РРФСР та інших радянських організацій, що надсилається повітряною поштою до Москви. Наддрук перетворювала консульські марки з фіскальних на поштові.

#### Митні марки
З 1867 по 1875 рік у Санкт-Петербурзі випускалися марки спеціального збору, стягуваного під час оформлення документів у будівельному відділі міської думи . До цієї групи належать також знаки зборів за користування міськими спорудами, як, наприклад, марка, випущена відділом комунального господарства Феодосії .

#### Марки зборів за придбання та користування приймальними пристроями
Широке поширення радіо та телебачення викликало появу марок зборів за придбання та користування приймальними пристроями. Наприкінці 1920-х і на початку 1930-х років в СРСР застосовувався збір на розвиток радіомовлення, що стягується з приватних коммерсантов . Марки дрібних номіналів мали трикутну форму, високих були великого формату із зображенням винахідника радіо А. З. Попова .

#### Марки медичних зборів
Для оплати зборів утримання медичних організацій і різні медичні потреби випускалися різні види фіскальних марок   : лікарняні, рецептурного збору, санітарні марки, марки на користь Червоного Хреста . Деякі обов'язкові місцеві збори, наприклад, лікарняні, медичні, санітарні, також мали благодійний характер.

#### Марки збору з видовищ
До цього виду фіскальних марок належать марки, випущені на користь Відомства установ імператриці Марії (ВУІМ), що опікувався в Російській імперії сирітськими установами. Збір стягувався під час продажу вхідних квитків на синематограф, цирк, театр . Марка збору наклеювалася так, що її талон опинявся на корінці квитка та відривався для звіту у касі. Після Лютневої революції збір із видовищ та розваг застосовувався для поповнення державного та місцевого бюджетів . У радянські часи видовищні марки були випущені:
- в РРФСР 1923 року, вони тривалий час були у використанні;
- у СРСР 1932 року.

Випуск загальносоюзної серії відбувся перед введенням марок єдиного державного мита, які замінили всі види фіскальних марок, тому вона не встигла потрапити в обіг і майже все було знищено. Відомі марки загальносоюзної серії з наддруком « Зразок » і незначна кількість без надруків   .
Деякий час збір із видовищ існував у китайському місті Харбіні, де до 1950-х років проживала значна група російськомовного населення.

#### Трудові марки та марки ремісничих управ
Трудові марки становлять особливу групу знаків обов'язкових зборів. На початку 1920-х років у РРФСР була встановлена трудова повинность для неробочих і неселян, про що свідчили трудові марки, випущені Наркомпрацею для обліку робочих днів ( трудоднів ) і що наклеювалися у спеціальні облікові книжки. Існувала також гужова (транспортна) повинность. Їй відповідали трудові марки з номіналом у гужеднях ( гужнях ). Марки обох видів друкувалися в аркушах по 25 штук у кожному  .
На початку XX століття в деяких містах Росії під час сильних снігопадів вводилася обов'язок вивезення снігу, що накладалася на власників ломових коней .
Марки своїх зборів мали деякі ремісничі управи, котрі займалися Росії питаннями трудовий і виробничої діяльності робочих, кустарів і дрібних підприємців виробничого профілю.
|                                                           |                                                                               | |                                      |
| Марка збору на розвиток </br> радіомовлення ( СРСР, 1926) | Марка лікарняного збору </br> Санкт-Петербурзькій </br> міської управи (1889) | Видовищна марка, випущена </br> на користь Відомства установ<br id="mwAb8"><br></br> імператриці Марії (1898) | Трудова марка </br> гужвини ( СРСР ) |

#### Марки землевпорядних зборів
Обов'язкові державні збори на народну освіту періодично застосовувалися в деяких країнах, зокрема країнах Латинської Америки . Зазвичай такі збори бувають добровільними і проводяться громадськими та іншими недержавними організаціями.

#### Марки курортних зборів

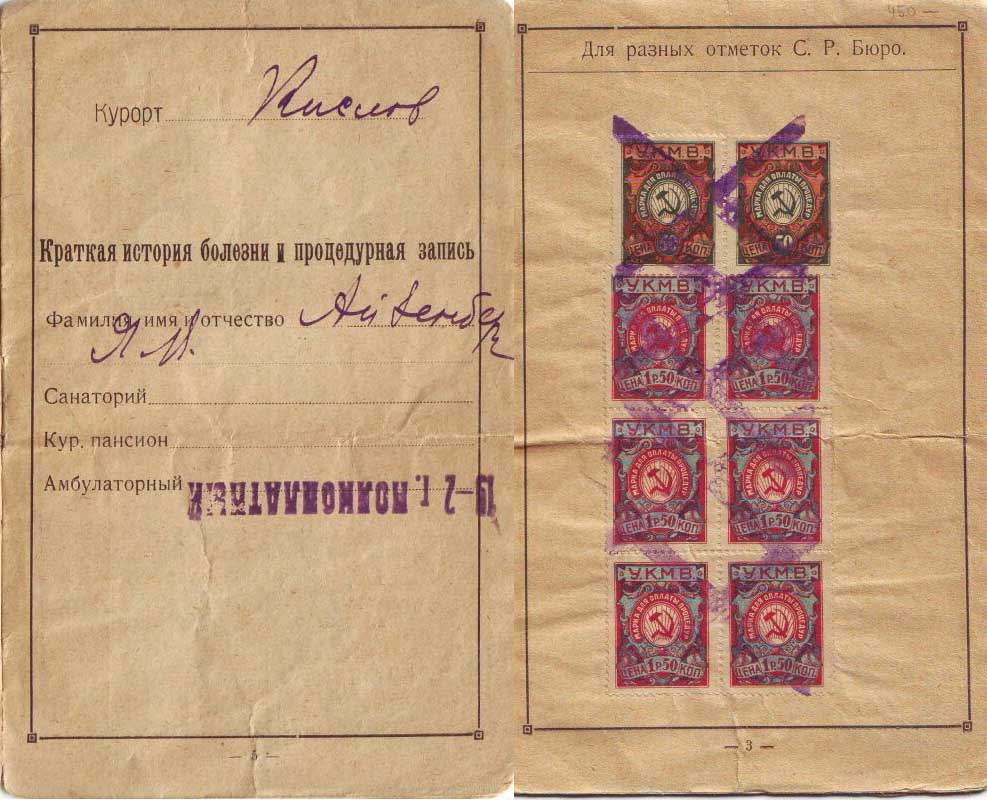
Марки курортного збору Управління Кавказьких Мінеральних Вод (1922)

У передвоєнні роки Латвії існував туристський збір і випускалися спеціальні туристські марки, кошти від продажу яких прямували державою в розвитку туризму .

#### Марки зборів на народну освіту
До групи інших входять знаки наступних зборів: марки ярмаркового збору, податку на собак, митного збору з вартості продуктів тваринництва, рогаткового збору, що стягується при проїзді возів і при прогоні в межах  і великої рогатої худоби, статистичного збору, міські потреби, дорожнього збору, мостового збору, ринкового збору, зборів за огляд електричних освітлювальних та газових пристроїв, емігрантського збору. До знаків обов'язкових зборів також відносяться квитанції, що видаються адміністративними органами при стягненні різноманітних штрафів та зборів на примусові послуги, наприклад, за послуги витверезників .

#### Марки зборів з філателістичних посилок
З 1922 по 1933 рік у СРСР випускалися марки збору з філателістичних посилок . Ці знаки зазвичай включаються до каталогів поштових марок, але за своїм економічним змістом вони є фіскальними.

#### Марки інших зборів та штрафів
До групи інших входять знаки наступних зборів: марки ярмаркового збору, податку на собак, митного збору з вартості продуктів тваринництва, рогаткового збору, що стягується при проїзді возів і при прогоні в межах  і великої рогатої худоби, статистичного збору, міські потреби, дорожнього збору, мостового збору, ринкового збору, зборів за огляд електричних освітлювальних та газових пристроїв, емігрантського збору. До знаків обов'язкових зборів також відносяться квитанції, що видаються адміністративними органами при стягненні різноманітних штрафів та зборів на примусові послуги, наприклад, за послуги витверезників .

## Колекціонування

### Історія
Інтерес до колекціонування фіскальних марок виник задовго до поштових. Прикладами ранніх колекціонерів гербових та інших фіскальних марок можуть служити ірландський генеральний збирач гербових мит Джон Бурке ( John Bourke ), який склав колекцію знаків оплати митних зборів в 1774  , і англійський біолог Джон Грей  . У США у другій половині XIX століття також були відомі послідовники цього захоплення та дилери  .
У Радянському Союзі в 1920-і—1930-і роки збирання фіскальних марок було теж популярне, про що свідчать публікації в радянській філателістичній періодиці того часу. Заслуговує на увагу факт присудження колекції В. Веркмейстера «Гербові та фіскальні марки Росії, РРФСР, СРСР» великої золотої медалі на першій Всесоюзній виставці з філателії і бонів в 1924 році в Москві  В. Веркмейстер відомий також тим, що виступ статтями з колекціонування фіскальних марок. Прихильників цього виду колекціонування називали тоді фіскалістами. 23—24 липня 1929 року у Сімферополі відбулася I Всесоюзна конференція збирачів фіскальних марок, у роботі якої взяли участь 13 колекціонерів із Москви, Харкова, Феодосії та Сімферополя. Конференція виробила низку цінних положень методичного характеру.
Колекціонерами фіскальних марок організовано спеціальні клуби та товариства. Так, у Великій Британії на початку XX століття існувало Фискальное филателистическое общество , а нині цей напрямок колекціонування представлено в рамках Клуба марок-синдерелл  та Общества ревеню , членами яких є як британські, і зарубіжні збирачі. Подібні товариства створені і в США - Американская ассоциация ревеню  і Суспільство ревеню штатів ( State Revenue Society )  В Індії та Канаді також є схожі організації - Фіскальне філателістичне товариство Індії ( Fiscal Philatelic Society of India )  та Група вивчення канадських ревеню ( Canadian Revenue Study Group )   .
- найперший каталог фіскальних марок США Півночі та Френсіса ( Sever and Francis, 1863);
- каталог Дж. Б. Мейсона ( GB Mason ); розпочато в 1878 році з ініціативи Нью-Йоркського національного філателістичного товариства ( New York National Philatelic Society), включав перелік 14 500  фіскальних марок, виданий в 1889 році Джоном XX столітті [18] .

На початку XX століття з'явився каталог фіскальних марок Іспанії  . У 1915 році вийшло у світ видання французького каталогу фіскальних марок усього світу, складеного Альфредом Форбеном  . Каталог з того часу не перевидувався, є лише його репринтне видання 1991 року, але він, як і раніше, використовується колекціонерами  .
Каталог поштових марок «Скотт» розміщує на своїх сторінках відомості про фіскальні марки США. Багато сучасних зарубіжних каталогів поштових марок також включають інформацію про фіскальні марки. Англійська компанія J. Barefoot Ltd. публікує спеціалізовані каталоги фіскальних марок для Австрії, балканських країн, балтійських держав, країн Бенілюксу, Великої Британії, країн Співдружності націй, Угорщини, Польщі, країн Скандинавії та Чехословаччини, а також Росії. Канадська компанія E. S. J. van Dam Ltd. видає каталог та альбом для фіскальних марок Канади.

### Об'єднання
Зазвичай вважалося, що фіскальні марки як об'єкти філателістичного колекціонування допустимі лише на Поштове відправлення. Однак відносно нещодавно Міжнародна федерація філателії (ФІП) включила знаки обов'язкових зборів разом з Кредитна марка кредитними знаками (ощадні, страхові, контрольні, накопичувальна марка накопичувальні марки) в особливу групу колекційних знаків , звану «ревеню» (англ. Revenue). Ця група допущена для експонування на Філателістична виставка Філателістичних виставках ФІП. Спеціальний регламент для експонатів класу ревеню було введено ФІП з 25 листопада 1991 року:

Стаття 2: Конкурсні експонати
2.1 Конкурсні експонати

Експонати даного класу містять тиснення, надруковані (на документах) або податкові, митні та кредитні марки, що наклеюються, видані безпосередньо державними, муніципальними або посередницькими органами (адміністрацією).
2.2 Податкові марки

Марки, видані для оплати або констатації оплати або звільнення від податку, зборів або інших фіскальних оподаткувань, називаються «податковими марками».
2.3 Митні марки

Марки, призначенням яких є фіксація сплати мит різного призначення чи звільнення з них, називаються «митними марками».
2.4 Кредитні марки

Марки, видані для реєстрації денежных кредитных операций, называются «кредитными марками».
Оригінальний текст (англ.)
2.1 Competitive Exhibits
 A revenue exhibit comprises embossed, imprinted or adhesive tax, fee or credit stamps issued by or under the origination authority of a state or municipal or intermediate governmental authority. Such exhibits will display one or more such type of stamp, and where appropriate will explain, and in any event will make suitable reference to, the reasons for and where necessary the regulations relating to the services, transactions of other matter being considered.
2.2 Tax Stamps
 Stamps issued for the payment of, or for noting matters relating to, the payment of or exemption from a tax, levy or other fiscal imposition or duty are «tax stamps».
2.3 Fee Stamps
 Stamps the purpose of which is to record payment of or exemption from a fee for which some service is to be or has been rendered are «fee stamps».
2.4 Credit Stamps
 Stamps issued to denote some monetary or fiscal credit in favour of the purchaser his principal or assignee are «credit stamps».

Колекціонерами фіскальних марок організовано спеціальні клуби та товариства. Так, у Великій Британії на початку XX століття існувало Фискальное филателистическое общество , а нині цей напрямок колекціонування представлено в рамках Клуба марок-синдерелл  та Общества ревеню , членами яких є як британські, і зарубіжні збирачі. Подібні товариства створені і в США - Американская ассоциация ревеню  і Суспільство ревеню штатів ( State Revenue Society )  В Індії та Канаді також є схожі організації - Фіскальне філателістичне товариство Індії ( Fiscal Philatelic Society of India )  та Група вивчення канадських ревеню ( Canadian Revenue Study Group )   .
Об'єднаннями любителів фіскальних марок видаються спеціалізовані журнали. Наприклад, Американська асоціація ревеню публікує з періодичністю шість разів на рік журнал "American Revenuer"  .